# Рескальдани, Эсекьель
Эсекьель Эдисон Рескальдани (исп. Ezequiel Edison Rescaldani; 11 июня 1992, Леонес, Аргентина) — аргентинский футболист, нападающий клуба «Депортиво Морон».

## Биография
Рескальдани выступал за молодёжные команды клубов «Институто», «Бельграно» и «Велес Сарсфилд». 25 сентября 2010 года в матче против «Олимпо» он дебютировал в аргентинской Примере за «Велес». 2 октября в поединке против «Сан-Мартин» Эсекьель забил свой первый гол за команду. В составе «Велес Сарсфилд» он дважды стал чемпионом Аргентины.
В начале 2012 года Рескальдани был отдан в аренду в «Кильмес». 24 марта в матче против «Уракана» он дебютировал за новый клуб. 6 мая в поединке против «Спортиво Десампарадос» Эсекьель забил свой первый гол.
Зимой 2014 года Рескальдани перешёл в испанскую «Малагу». Сумма трансфера составила 350 тыс. евро. 1 апреля в матче против «Бетиса» он дебютировал в Ла Лиге. Летом 2015 года Эсекьель на правах аренды перешёл в мексиканскую «Пуэблу». 13 августа в матче против «Толуки» он дебютировал в мексиканской Примере, заменив во втором тайме Матиаса Алустису.
В начале 2016 года Рескальдани вновь на правах аренды вернулся в «Кильмес». Летом того же года он был арендован колумбийским «Атлетико Насьональ». 17 июля в матче против «Депортес Толима» Эсекиэль дебютировал в Кубке Мустанга. В этом же поединке он сделал «дубль», забив свои первые голы за новую команду. В том же году Эсекиэль стал обладателем Кубка Либертадорес в составе «Атлетико Насьональ».

## Достижения
Командные
 «Велес Сарсфилд»
- Чемпионат Аргентины по футболу — Клаусура 2011
- Чемпионат Аргентины по футболу — Инисиаль 2012

 «Атлетико Насьональ»
- Обладатель Кубка Либертадорес — 2016
- Финалист Южноамериканского кубка — 2016